# Palazzo Tiepolo
Palazzo Tiepolo è un edificio storico situato a Venezia nel sestiere di San Polo ed affacciato sul Canal Grande tra Palazzo Tiepolo Passi e Palazzo Pisani Moretta.

## Architettura
Questo palazzo fu costruito nella metà del XVI secolo sul sito di un antico palazzo, probabilmente di antica origine veneto-bizantina. Il creatore della costruzione non è noto. La facciata principale del palazzo, in primo stile rinascimentale, è diviso da tre marcapiani e si sviluppa su quattro livelli: piano terra (pé pian), due piani nobili (soleri) e un soppalco sotto i tetti.
Il pé pian è caratterizzato dalla presenza di due porte gemelle ad arco e al centro di binocoli. Al primo piano nobile si trova una quadrifora ad archi centrali con balcone (pergolo) adiacente. Ai lati due coppie di monofore nello stesso stile, senza pergolo. Al secondo piano principale vi è un'altra quadrifora simile con pergolo ai lati adiacenti e due coppie di monofore nello stesso stile, senza pergolo. Sulla facciata sono ancora visibili i resti di affreschi realizzati da Andrea Meldola, detto lo Schiavone, sono in cattive condizioni di conservazione e necessitano di restauri. Sopra la linea di gronda è presente un abbaino.

## Interni
L'interno è decorato con stucchi policromi, mentre il portego è impreziosito da pregevoli affreschi di Jacopo Guarana.